# A Passage to the Towers
 (mars 2011).
Albums de Darkenhöld
Echoes from the Stone Keeper (2012), 
Castellum (2014), 
Memoria Sylvarum (2017), 
 Afra Musica (2019),
 Arcanes & Sortilèges (2020)
A Passage to the Towers est le premier album du groupe de Black metal  français Darkenhöld. 
L'album est sorti en novembre 2010 sous le label Ancestrale Production après un enregistrement au studio Cox In Hell et un mixage par Neb Xort (Drudenhaus Studio).
L'artwork est de Metalex et la peinture de couverture de Claudine Vrac.
Situé dans un registre de black metal mélodique, l’album se distingue selon les chroniques par la qualité et la rigueur structurelle de ses compositions,
Ambiances atmosphériques nostalgiques inspirées de l’univers médiéval, riffs travaillés et virtuoses, présence importante des claviers rappelant les groupes scandinaves, batterie très énergique, passages acoustiques majestueux sont les points les plus souvent remarqués, de même que l’alternance des timbres de voix, graves, clairs, chœurs ou encore la maîtrise et le côté professionnel du style.

## Musiciens
- Aldébaran - Composition, guitare, basse, chœurs, claviers
- Cervantès - textes, chant
- Aboth - batterie, percussions

## Liste des morceaux
1. "A Passage (overture)"
2. "Ghouls and the Tower "
3. " Marble Bestiary"
4. "Citadel of Obsidian Slumber"
5. "Chains of the Wyvern Shelter" (comp. Aldébaran/Mitch)
6. "In the Crystal Cavern" (interlude)
7. "Cleaving the Ethereal Waves"
8. "Crimson Legions"
9. "Darkenhöld"
10. "Sorcery"